# Lista de bens tombados em Iporanga
A lista de bens tombados de Iporanga reúne itens do patrimônio cultural e histórico de Iporanga. Os atos de tombamento estadual foram realizados pelo Conselho de Defesa do Patrimônio Histórico, Arqueológico, Artístico e Turístico (CONDEPHAAT). Dentre os patrimônios tombados está o Parque Estadual Turístico do Alto Ribeira (PETAR) que é parte do Patrimônio Mundial da UNESCO, inscrito em 02 de dezembro de 1999 por fazer parte das Reservas de Mata Atlântica do Sudeste.
| Imagem | Bem                                                                           | Data de fundação | Coordenadas                  | Tombamento                                                   | Referência |
| ------ | ----------------------------------------------------------------------------- | ---------------- | ---------------------------- | ------------------------------------------------------------ | ---------- |
|        | Centro Histórico de Iporanga                                                  |                  | 24° 35′ 06″ S, 48° 35′ 36″ O | bem tombado pelo CONDEPHAAT                                  |            |
|        | Edifício à Largo da Matriz, Quadra 2, Lote 201                                |                  |                              | bem tombado pelo CONDEPHAAT                                  |            |
|        | Edifício à Largo da Matriz, Quadra 2, Lote 202                                |                  |                              | bem tombado pelo CONDEPHAAT                                  |            |
|        | Edifício à Largo da Matriz, Quadra 2, Lote 203                                |                  |                              | bem tombado pelo CONDEPHAAT                                  |            |
|        | Edifício à Largo da Matriz, Quadra 2, Lote 204                                |                  |                              | bem tombado pelo CONDEPHAAT                                  |            |
|        | Edifício à Largo da Matriz, Quadra 3, Lote 301                                |                  |                              | bem tombado pelo CONDEPHAAT                                  |            |
|        | Edifício à Largo da Matriz, Quadra 3, Lote 302                                |                  |                              | bem tombado pelo CONDEPHAAT                                  |            |
|        | Edifício à Largo da Matriz, Quadra 3, Lote 303                                |                  |                              | bem tombado pelo CONDEPHAAT                                  |            |
|        | Edifício à Largo da Matriz, Quadra 3, Lote 304                                |                  |                              | bem tombado pelo CONDEPHAAT                                  |            |
|        | Edifício à Largo da Matriz, Quadra 3, Lote 305                                |                  |                              | bem tombado pelo CONDEPHAAT                                  |            |
|        | Edifício à Largo da Matriz, Quadra 3, Lote 306                                |                  |                              | bem tombado pelo CONDEPHAAT                                  |            |
|        | Edifício à Largo da Matriz, Quadra 3, Lote 307                                |                  |                              | bem tombado pelo CONDEPHAAT                                  |            |
|        | Edifício à Largo da Matriz, Quadra 4, Lote 1                                  |                  |                              | bem tombado pelo CONDEPHAAT                                  |            |
|        | Edifício à Largo da Matriz, Quadra 4, Lote 2                                  |                  |                              | bem tombado pelo CONDEPHAAT                                  |            |
|        | Edifício à Largo da Matriz, Quadra 4, Lote 403                                |                  |                              | bem tombado pelo CONDEPHAAT                                  |            |
|        | Edifício à Largo da Matriz, Quadra 4, Lote 404                                |                  |                              | bem tombado pelo CONDEPHAAT                                  |            |
|        | Edifício à Largo da Matriz, Quadra 5, Lote 510                                |                  |                              | bem tombado pelo CONDEPHAAT                                  |            |
|        | Edifício à Largo da Matriz, Quadra 5, Lote 511                                |                  |                              | bem tombado pelo CONDEPHAAT                                  |            |
|        | Edifício à Largo da Matriz, Quadra 5, Lote 512                                |                  |                              | bem tombado pelo CONDEPHAAT                                  |            |
|        | Edifício à Largo da Matriz, Quadra 5, Lote 513                                |                  |                              | bem tombado pelo CONDEPHAAT                                  |            |
|        | Edifício à Largo da Matriz, Quadra 8, Lote 801                                |                  |                              | bem tombado pelo CONDEPHAAT                                  |            |
|        | Edifício à Largo da Matriz, Quadra 8, Lote 802                                |                  |                              | bem tombado pelo CONDEPHAAT                                  |            |
|        | Edifício à Rua Carlos Nunes, Quadra 4, Lotes 405                              |                  |                              | bem tombado pelo CONDEPHAAT                                  |            |
|        | Edifício à Rua Carlos Nunes, Quadra 4, Lotes 406                              |                  |                              | bem tombado pelo CONDEPHAAT                                  |            |
|        | Edifício à Rua Carlos Nunes, Quadra 5, Lote 513                               |                  |                              | bem tombado pelo CONDEPHAAT                                  |            |
|        | Edifício à Rua Carlos Nunes, Quadra 5, Lote 514                               |                  |                              | bem tombado pelo CONDEPHAAT                                  |            |
|        | Edifício à Rua Carlos Nunes, Quadra 5, Lote 515                               |                  |                              | bem tombado pelo CONDEPHAAT                                  |            |
|        | Edifício à Rua Carlos Nunes, Quadra 5, Lote 516                               |                  |                              | bem tombado pelo CONDEPHAAT                                  |            |
|        | Edifício à Rua Carlos Nunes, Quadra 5, Lote 517                               |                  |                              | bem tombado pelo CONDEPHAAT                                  |            |
|        | Edifício à Rua Carlos Nunes, Quadra 5, Lote 518                               |                  |                              | bem tombado pelo CONDEPHAAT                                  |            |
|        | Edifício à Rua Carlos Nunes, Quadra 5, Lote 519                               |                  |                              | bem tombado pelo CONDEPHAAT                                  |            |
|        | Edifício à Rua Carlos Nunes, Quadra 5, Lote 520                               |                  |                              | bem tombado pelo CONDEPHAAT                                  |            |
|        | Edifício à Rua Carlos Nunes, Quadra 5, Lote 521                               |                  |                              | bem tombado pelo CONDEPHAAT                                  |            |
|        | Edifício à Rua Carlos Nunes, Quadra 5, Lote 522                               |                  |                              | bem tombado pelo CONDEPHAAT                                  |            |
|        | Edifício à Rua Carlos Nunes, Quadra 5, Lote 523                               |                  |                              | bem tombado pelo CONDEPHAAT                                  |            |
|        | Edifício à Rua Carlos Nunes, Quadra 5, Lote 524                               |                  |                              | bem tombado pelo CONDEPHAAT                                  |            |
|        | Edifício à Rua Carlos Nunes, Quadra 5, Lote 525                               |                  |                              | bem tombado pelo CONDEPHAAT                                  |            |
|        | Edifício à Rua Carlos Nunes, Quadra 5, Lote 526                               |                  |                              | bem tombado pelo CONDEPHAAT                                  |            |
|        | Edifício à Rua Carlos Nunes, Quadra 5, Lote 527                               |                  |                              | bem tombado pelo CONDEPHAAT                                  |            |
|        | Edifício à Rua Carlos Nunes, Quadra 5, Lote 528                               |                  |                              | bem tombado pelo CONDEPHAAT                                  |            |
|        | Edifício à Rua Coronel Déscio, Quadra 1, Lote 101                             |                  |                              | bem tombado pelo CONDEPHAAT                                  |            |
|        | Edifício à Rua Coronel Déscio, Quadra 1, Lote 102                             |                  |                              | bem tombado pelo CONDEPHAAT                                  |            |
|        | Edifício à Rua Coronel Déscio, Quadra 1, Lote 103                             |                  |                              | bem tombado pelo CONDEPHAAT                                  |            |
|        | Edifício à Rua Coronel Déscio, Quadra 2, Lote 208                             |                  |                              | bem tombado pelo CONDEPHAAT                                  |            |
|        | Edifício à Rua Coronel Déscio, Quadra 2, Lote 209                             |                  |                              | bem tombado pelo CONDEPHAAT                                  |            |
|        | Edifício à Rua Coronel Déscio, Quadra 2, Lote 210                             |                  |                              | bem tombado pelo CONDEPHAAT                                  |            |
|        | Edifício à Rua Pedro Silva, Quadra 5, Lote 501                                |                  | 24° 35′ 07″ S, 48° 35′ 33″ O | bem tombado pelo CONDEPHAAT                                  |            |
|        | Edifício à Rua Pedro Silva, Quadra 5, Lote 502                                |                  | 24° 35′ 07″ S, 48° 35′ 33″ O | bem tombado pelo CONDEPHAAT                                  |            |
|        | Edifício à Rua Pedro Silva, Quadra 5, Lote 503                                |                  | 24° 35′ 08″ S, 48° 35′ 33″ O | bem tombado pelo CONDEPHAAT                                  |            |
|        | Edifício à Rua Pedro Silva, Quadra 5, Lote 504                                |                  | 24° 35′ 07″ S, 48° 35′ 33″ O | bem tombado pelo CONDEPHAAT                                  |            |
|        | Edifício à Rua Pedro Silva, Quadra 5, Lote 505                                |                  | 24° 35′ 07″ S, 48° 35′ 33″ O | bem tombado pelo CONDEPHAAT                                  |            |
|        | Edifício à Rua Pedro Silva, Quadra 5, Lote 506                                |                  | 24° 35′ 07″ S, 48° 35′ 33″ O | bem tombado pelo CONDEPHAAT                                  |            |
|        | Edifício à Rua Pedro Silva, Quadra 5, Lote 507                                |                  | 24° 35′ 07″ S, 48° 35′ 33″ O | bem tombado pelo CONDEPHAAT                                  |            |
|        | Edifício à Rua Pedro Silva, Quadra 5, Lote 508                                |                  | 24° 35′ 07″ S, 48° 35′ 33″ O | bem tombado pelo CONDEPHAAT                                  |            |
|        | Edifício à Rua Pedro Silva, Quadra 5, Lote 509                                |                  | 24° 35′ 06″ S, 48° 35′ 33″ O | bem tombado pelo CONDEPHAAT                                  |            |
|        | Edifício à Rua Pedro Silva, Quadra 5, Lote 510                                |                  | 24° 35′ 07″ S, 48° 35′ 33″ O | bem tombado pelo CONDEPHAAT                                  |            |
|        | Edifício à Rua Pedro Silva, Quadra 6, Lote 601                                |                  | 24° 35′ 06″ S, 48° 35′ 33″ O | bem tombado pelo CONDEPHAAT                                  |            |
|        | Edifício à Rua Pedro Silva, Quadra 6, Lote 602                                |                  | 24° 35′ 07″ S, 48° 35′ 33″ O | bem tombado pelo CONDEPHAAT                                  |            |
|        | Edifício à Rua Pedro Silva, Quadra 6, Lote 603                                |                  | 24° 35′ 07″ S, 48° 35′ 33″ O | bem tombado pelo CONDEPHAAT                                  |            |
|        | Edifício à Rua Pedro Silva, Quadra 6, Lote 604                                |                  | 24° 35′ 07″ S, 48° 35′ 33″ O | bem tombado pelo CONDEPHAAT                                  |            |
|        | Edifício à Rua Quintino Bocaiúva, Quadra 10, Lote 701                         |                  | 24° 35′ 06″ S, 48° 35′ 34″ O | bem tombado pelo CONDEPHAAT                                  |            |
|        | Edifício à Rua Quintino Bocaiúva, Quadra 10, Lote 702                         |                  | 24° 35′ 05″ S, 48° 35′ 34″ O | bem tombado pelo CONDEPHAAT                                  |            |
|        | Edifício à Rua Quintino Bocaiúva, Quadra 10, Lote 703                         |                  | 24° 35′ 06″ S, 48° 35′ 34″ O | bem tombado pelo CONDEPHAAT                                  |            |
|        | Edifício à Rua Quintino Bocaiúva, Quadra 6, Lote 605                          |                  | 24° 35′ 06″ S, 48° 35′ 34″ O | bem tombado pelo CONDEPHAAT                                  |            |
|        | Edifício à Rua Quintino Bocaiúva, Quadra 6, Lote 606                          |                  | 24° 35′ 06″ S, 48° 35′ 34″ O | bem tombado pelo CONDEPHAAT                                  |            |
|        | Edifício à Rua Quintino Bocaiúva, Quadra 6, Lote 607                          |                  | 24° 35′ 05″ S, 48° 35′ 34″ O | bem tombado pelo CONDEPHAAT                                  |            |
|        | Edifício à Rua Quintino Bocaiúva, Quadra 6, Lote 608                          |                  | 24° 35′ 06″ S, 48° 35′ 35″ O | bem tombado pelo CONDEPHAAT                                  |            |
|        | Edifício à Rua Quintino Bocaiúva, Quadra 6, Lote 609                          |                  | 24° 35′ 06″ S, 48° 35′ 34″ O | bem tombado pelo CONDEPHAAT                                  |            |
|        | Edifício à Rua Quintino Bocaiúva, Quadra 6, Lote 610                          |                  | 24° 35′ 06″ S, 48° 35′ 34″ O | bem tombado pelo CONDEPHAAT                                  |            |
|        | Edifício à Rua não identificada (à margem do Rio Ribeira), Quadra 2, Lote 205 |                  |                              | bem tombado pelo CONDEPHAAT                                  |            |
|        | Edifício à Rua não identificada (à margem do Rio Ribeira), Quadra 2, Lote 206 |                  |                              | bem tombado pelo CONDEPHAAT                                  |            |
|        | Edifício à Rua não identificada (à margem do Rio Ribeira), Quadra 2, Lote 207 |                  |                              | bem tombado pelo CONDEPHAAT                                  |            |
|        | Parque Estadual Turístico do Alto do Ribeira                                  | 1958             | 24° 26′ 00″ S, 48° 34′ 46″ O | parte do Património Mundial                                  |            |
|        | Quilombo Bombas                                                               |                  | 24° 35′ 04″ S, 48° 35′ 15″ O | quilombo tombado pela Constituição Federal do Brasil de 1988 |            |
|        | Quilombo Castelhanos                                                          |                  | 24° 35′ 18″ S, 48° 35′ 36″ O | quilombo tombado pela Constituição Federal do Brasil de 1988 |            |
|        | Quilombo Galvão                                                               |                  | 24° 32′ 25″ S, 48° 06′ 52″ O | quilombo tombado pela Constituição Federal do Brasil de 1988 |            |
|        | Quilombo Maria Rosa                                                           |                  | 24° 35′ 35″ S, 48° 35′ 58″ O | quilombo tombado pela Constituição Federal do Brasil de 1988 |            |
|        | Quilombo Pilões                                                               |                  | 24° 35′ 11″ S, 48° 35′ 54″ O | quilombo tombado pela Constituição Federal do Brasil de 1988 |            |
|        | Quilombo Piririca                                                             |                  | 24° 34′ 56″ S, 48° 35′ 59″ O | quilombo tombado pela Constituição Federal do Brasil de 1988 |            |
|        | Quilombo Porto Velho                                                          |                  | 24° 34′ 42″ S, 48° 35′ 26″ O | quilombo tombado pela Constituição Federal do Brasil de 1988 |            |
|        | Quilombo Praia Grande                                                         |                  | 24° 34′ 42″ S, 48° 35′ 43″ O | quilombo tombado pela Constituição Federal do Brasil de 1988 |            |
|        | Quilombo São Pedro                                                            |                  | 24° 32′ 40″ S, 48° 07′ 13″ O | quilombo tombado pela Constituição Federal do Brasil de 1988 |            |

∑ 82 items.